# 島津忠時
島津 忠時（しまづ ただとき）は鎌倉時代前期から中期にかけての武将。島津氏の2代当主。父は初代当主・島津忠久。母は畠山重忠の娘（異説あり）。鎌倉幕府御家人。初名は忠義。のちに忠時に改名する。

## 生涯
承久3年（1221年）、承久の乱で幕府軍に従軍して武功を挙げた。一門が守護をしていた若狭国の守護職を兼任する。
嘉禄3年（1227年）、父・忠久の死により家督を継ぐ。しかし在国はせず、鎌倉に在住して有力御家人として近習番役などに任じられ、幕政で重きを成した。その功により伊賀・讃岐・和泉・越前・近江国内などに地頭職を与えられた。
文永2年（1265年）、嫡男の久経に家督を譲った。文永9年（1272年）4月10日、71歳で死去。法号は道仏。墓地は鹿児島市の本立寺。または出水市野田町の感応寺。